# Certificado Público Auditor

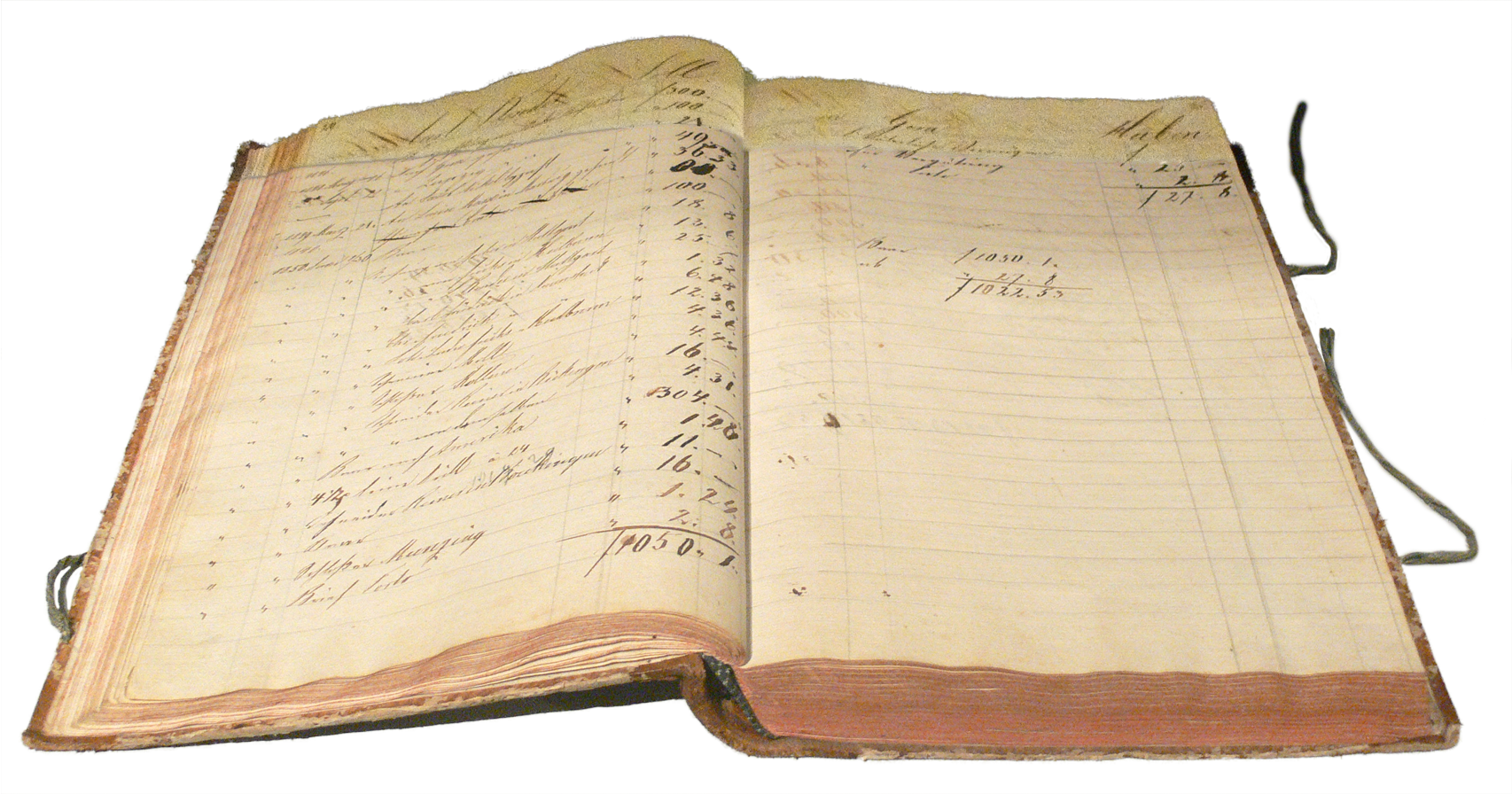

Certificado Público Auditor o Contador (en inglés: Certified Public Accountant, sigla CPA) es el título legal para contadores certificados en los Estados Unidos que aprobaron el Uniform Certified Public Accountant Examination (Examen uniforme de Certificado Público Auditor) y cumplieron con los requisitos educativos y de experiencia adicionales. Las personas que aprobaron el examen pero no tienen experiencia práctica o tienen experiencia pero no han continuado su educación profesional pueden, en muchos estados, obtener la designación de “CPA inactivo” o término equivalente. En la mayoría de los estados de Estados Unidos, solo los contadores o auditores públicos autorizados pueden proporcionar peritajes o certificaciones oficiales sobre asuntos o informes financieros. Las excepciones a esta regla son los estados de Arizona, Kansas, Carolina del Norte y Ohio, donde, aunque la designación del término "CPA" está restringida, la práctica de la auditoría no lo está. 
Muchos estados tienen una calificación más baja para los contadores (por debajo del nivel "CPA"), generalmente titulada "Contador público" (sigla "PA"). Sin embargo, la mayoría de los estados han puesto fin a la designación de “Contador Público” para los nuevos participantes, y sólo unos diez estados continúan ofreciendo la designación. Muchas PA pertenecen a la National Society of Accountants (Sociedad Nacional de Auditores o Contadores Públicos). Muchos estados prohíben el uso de las designaciones "Contador público certificado" o "Contador público" (o las abreviaturas "CPA" o "PA") por parte de una persona que no esté certificada como CPA o PA en ese estado. Como resultado, en muchas circunstancias un CPA de otro estado no puede utilizar la designación de CPA hasta que obtenga una licencia o certificación de ese estado. El estado de Texas prohíbe además el uso de las designaciones "contador" y "auditor" por parte de una persona que no esté certificada como contador público certificado en Texas, a menos que esa persona sea un contador público certificado en otro estado, no sea residente de Texas y cumpla los requisitos para la práctica en Texas por firmas de contadores públicos y profesionales de otros estados. 

## Servicios ofrecidos por los contadores públicos
Las principales funciones de la CPA involucran servicios públicos de asesoría o contabilidad. En los servicios de asesoría, también conocidos como servicios de auditoría financiera, los CPA dan fe de la razonabilidad de la información, la ausencia de errores importantes y el cumplimiento de los principios de contabilidad generalmente aceptados y aplicables (GAAP) en los informes financieros. Los contadores públicos también pueden ser empleados en corporaciones – o “sector privado” – en funciones financieras como director financiero (CFO) o gerente financiero, o como directores ejecutivos, según su conocimiento y práctica. Estos contadores públicos no ofrecen servicios directamente al público.
Aunque algunos contadores públicos actúan como consultores de negocios, la función de consultoría ha sido objeto de un intenso escrutinio debido al clima corporativo que siguió al escándalo de Enron. Esto ha dado lugar a desinversiones en las divisiones de consultoría de muchas empresas de contabilidad. Desde entonces, esta tendencia se ha revertido. En las auditorías, los estándares profesionales y las leyes estatales y federales siempre han requerido que los CPA mantengan independencia (de hecho y en apariencia) de la entidad para la cual realizan una certificación (auditoría y revisión). Sin embargo, la mayoría de los contadores públicos que trabajan como consultores no actúan como auditores.
Los contadores públicos también tienen un nicho dentro de la industria de preparación de declaraciones de impuestos. Muchas pequeñas y medianas empresas tienen un departamento de impuestos y auditoría. Al ofrecer servicios directamente al público o ser empleados por corporaciones o asociaciones, los contadores públicos pueden operar en prácticamente cualquier área de las finanzas:
- Servicios de asesoramiento y atestados.
- Finanzas corporativas (fusiones y adquisiciones, ofertas públicas iniciales, emisión de acciones y títulos de deuda )
- Gobierno corporativo
- Planificación patrimonial
- Contabilidad financiera
- Análisis financiero
- Contabilidad forense (prevención, detección e investigación de fraude fiscal)
- Impuesto de renta
- Tecnologías de la información, especialmente aplicadas a la contabilidad y auditoría
- Consultoría administrativa y gestión del desempeño.
- Capital riesgo

Si bien algunos contadores públicos son generalistas y ofrecen una amplia gama de servicios (especialmente aquellos en oficinas pequeñas), muchos contadores públicos se especializan en una sola área y no ofrecen todos los servicios enumerados anteriormente.

## Examen de contador público certificado
Para convertirse en CPA en los Estados Unidos, un candidato debe superar el Examen Uniforme de Contador Público Certificado (Uniform CPA Exam), establecido por el Instituto Americano de Contadores Públicos Certificados (AICPA) y administrado por la Asociación Nacional de Juntas Estatales de Contabilidad (National Association of State Boards of Accountancy, NASBA). El CPA fue establecido por ley el 17 de abril de 1896.  Para tener acceso al examen, normalmente el requisito es una licenciatura de una universidad estadounidense que incluya una cantidad mínima de créditos en contabilidad y administración de empresas, más un año de estudio adicional. Este requisito de estudio de 5 años se conoce como la “regla de las 150 horas” y ha sido adoptado por la mayoría de las juntas estatales, aunque existen algunas excepciones (por ejemplo, California). El requisito que exige 150 horas de estudio ha sido adoptado por 45 estados. La Junta de Contabilidad del Estado de Colorado permite a los Contadores Públicos Certificados (ACCA), junto con los Contadores Públicos de jurisdicciones elegibles (Australia, Sudáfrica, Canadá, Irlanda, Nueva Zelanda) la exención de la prueba en Colorado, aunque desde el 9 de diciembre de 2009, no es automática. El examen uniforme de CPA verifica los principios generales del derecho, como el derecho contractual y de agencia (asuntos que no se adaptan a las variaciones de ningún estado en particular) y algunas leyes federales. 

## Otros requisitos para la concesión de licencias y certificaciones
Aunque el examen de CPA es uniforme, los requisitos de licencia y certificación los imponen por separado las leyes de cada estado y, por lo tanto, varían de un estado a otro.
Los requisitos estatales para la calificación de CPA se pueden resumir en 3 Es: educación, examen y experiencia. Normalmente, el requisito de educación debe cumplirse como parte de los criterios de elegibilidad para tomar el CPA uniforme, y el elemento del examen es el CPA uniforme en sí. Algunos estados tienen un sistema de dos calificaciones, mediante el cual una persona primero obtiene la certificación como CPA, generalmente al aprobar el examen de CPA. Esta persona sería elegible para obtener una licencia más adelante una vez que adquiera cierta experiencia. Otros estados tienen un sistema de clasificación único a través del cual una persona obtiene la certificación y la licencia al mismo tiempo que aprueba el examen de CPA y cumple con los requisitos de experiencia.
Los estados que adoptan dos clasificaciones incluyen Alabama, Florida, Illinois, Montana y Nebraska . La tendencia es que los estados que adoptan dos clasificaciones utilicen solo una. Desde 2002, las Juntas Estatales de Washington y Dakota del Sur han dejado de emitir “certificados” de CPA y en su lugar ahora emiten “licencias” de CPA. Illinois planea hacer lo mismo en 2012. 
Varios estados adoptan dos clasificaciones pero requieren experiencia laboral para la certificación de CPA, como Ohio.

## Requisito de experiencia laboral
El elemento de experiencia varía de un estado a otro:
- Los estados que adoptan clasificaciones duales generalmente no requieren experiencia laboral para el certificado de CPA (es necesaria para obtener una licencia para ejercer).
- Algunos estados, como Colorado y Massachusetts, cancelan el requisito de experiencia laboral para aquellos con altas calificaciones académicas en comparación con el requisito estatal de tomar el CPA uniforme.
- La mayoría de los estados exigen que la experiencia laboral implique servir como contador público. Sin embargo, un número cada vez mayor de estados, incluidos Oregón, Virginia, Georgia y Kentucky, aceptan una experiencia contable de naturaleza más general. Esto permite a los profesionales obtener la designación de CPA mientras trabajan en funciones financieras en empresas.
- La mayoría de los estados exigen que la experiencia laboral sea verificada por un contador público certificado. Esto puede causar dificultades a los solicitantes que residen fuera de los Estados Unidos. Sin embargo, algunos estados, como Colorado y Oregón, también aceptan experiencia profesional certificada por un Contador Público.

### Ética
Más de 40 juntas estatales ahora exigen que los candidatos a CPA realicen un examen de ética especial, que es el quinto examen en términos de requisitos para convertirse en CPA. La mayoría de ellos aceptan el curso 'Ética profesional para contadores públicos' de la AICPA u otro curso sobre ética profesional en general. Sin embargo, muchos estados exigen que el curso de ética incluya una revisión de las reglas específicas del estado para la práctica profesional.

### Educación Profesional Continua (EPC)
Los contadores públicos deben tomar cursos de educación continua para renovar su licencia. Los requisitos varían según el estado, pero la gran mayoría requiere 120 horas de EPC cada 3 años, con un mínimo de 20 horas por año calendario. El requisito se puede cumplir asistiendo a seminarios, webcasts o estudios individuales (libros, vídeos, cursos en línea, con una prueba para recibir crédito). Como parte del requisito de EPC, la mayoría de los estados exigen que sus contadores públicos tomen un curso de ética durante cada período de renovación. Nuevamente, los requisitos relacionados con los cursos de ética varían según el estado, pero los cursos suelen durar de 2 a 8 horas.

### Operaciones interestatales
Un contador debe cumplir con los requisitos legales del estado en el que desea trabajar. Además, el término “práctica de contador público” y términos similares reciben el estatus de definición de PA en virtud de reciprocidad con un contador público certificado con licencia en otro estado. Es posible que los contadores públicos de otros estados con requisitos educativos menos estrictos no se beneficien de estas disposiciones. Esto no afecta a aquellos contadores públicos que no planean ofrecer servicios directamente al público. Además, la mayoría de los estados otorgan derechos de práctica temporal a un contador público certificado de otro estado.

### Movilidad
En los últimos años, la movilidad de la práctica para los contadores públicos se ha convertido en una preocupación importante. La movilidad es la capacidad de un titular de licencia para obtener privilegios de práctica fuera de su estado de origen sin obtener una licencia adicional en otro estado donde el profesional atiende a un cliente. Dado que la era electrónica ha hecho que hacer negocios entre estados sea una realidad cotidiana, existe una necesidad crítica de que los estados adopten un sistema uniforme de movilidad que permita a los contadores públicos autorizados ofrecer servicios fuera de sus estados, pues ada estado tiene sus propias reglas, regulaciones y requisitos. El American Institute of Certified Public Accountants (Instituto Americano de Contadores Públicos Certificados, sigla AICPA) y la National Association of State Boards of Accountancy (Asociación Nacional de Juntas Estatales de Contabilidad, sigla NASBA) han analizado el sistema actual para obtener derechos de práctica a través de fronteras estatales y han llegado a la conclusión de que simplemente no funciona.
La implementación de una disposición uniforme permitiría a los consumidores recibir servicios oportunos de la CPA más adecuada para el trabajo, independientemente de su ubicación, sin los obstáculos de solicitudes, formularios y costos innecesarios que no protegen el interés público. La adopción uniforme de la disposición de equivalencia incluida en la Ley Uniforme de Contabilidad (un proyecto de ley modelo para regular la profesión de contador público certificado redactado y respaldado conjuntamente por la AICPA y la NASBA) crearía un sistema similar a una licencia de conducir, que ofrecería movilidad a los contadores públicos, manteniendo y fortaleciendo al mismo tiempo la capacidad de las juntas estatales para proteger el interés público.
Antes de 2007, cuatro estados (Ohio, Misuri, Virginia y Wisconsin) tenían leyes de movilidad vigentes para los contadores públicos. En 2007, siete estados adicionales (Tennessee, Texas, Illinois, Indiana, Maine, Rhode Island y Luisiana) promulgaron nuevas leyes de movilidad de práctica para los contadores públicos. Al 29 de abril de 2009, un total de 39 estados habían promulgado esta ley y más adelante se sumaron otros estados. Se esperaba que para finales de 2009, 45 estados promulgaran nueva legislación sobre movilidad.

### AICPA
La designación de CPA la otorgan juntas estatales individuales, no el Instituto Americano de Contadores Públicos Certificados (American Institute of Certified Public Accountants, sigla AICPA). La membresía en (AICPA) no es obligatoria para los contadores públicos, aunque algunos contadores públicos se unen. Para convertirse en miembro de pleno derecho de (AICPA), un candidato debe poseer un certificado o licencia de CPA válido de al menos uno de los cincuenta y cinco estados/territorios; Es posible que se apliquen algunos requisitos adicionales.
Los miembros de AICPA aprobaron una propuesta de estatutos para hacer elegibles para votar a las personas que anteriormente poseían un certificado/licencia de CPA o cumplían con todos los requisitos para la certificación de CPA según la Ley Uniforme de Contabilidad (UAA).  La AICPA anunció sus planes de aceptar solicitudes de personas que cumplan con estos criterios a partir del 1 de enero de 2011.
Membresía en una sociedad estatal de contadores públicos
Los contadores públicos también pueden optar por convertirse en miembros de su asociación o sociedad estatal local. Los beneficios de ser miembro de un grupo local van desde grandes descuentos en seminarios que cuentan para créditos de educación continua hasta la protección de los intereses públicos y la profesión mediante el seguimiento y el cabildeo sobre cuestiones legislativas que afectan temas relacionados con los impuestos estatales y la planificación financiera.
Los contadores públicos que mantienen membresías en grupos estatales de contadores públicos deben cumplir con un código de conducta profesional (además de cualquier código requerido por la autoridad reguladora estatal), asegurando a los clientes que el contador público certificado es un profesional ético que realiza negocios legítimos y al que se le puede confiar información personal confidencial. y asuntos financieros. Las asociaciones locales de contadores públicos también sirven a la comunidad brindando información y recursos sobre la profesión de contadores públicos y recibiendo consultas de estudiantes, profesionales y el público en general.
Por lo general, los contadores públicos no están restringidos a ser miembros de la sociedad estatal de contadores públicos en la que residen o poseen una licencia o certificado. Muchos contadores públicos que viven cerca de las fronteras estatales o que tienen estatus de contadores públicos en más de un estado pueden unirse a más de una sociedad de contadores públicos.

## Servicios ofrecidos a nivel transnacional: Drummond CPA LLC
La creciente globalización de los negocios ha tenido como consecuencia natural una creciente preocupación por las normas contables adoptadas por las empresas transnacionales. Varios países, con esta preocupación en mente, han iniciado cambios legislativos y regulatorios para estandarizar sus prácticas contables, con el fin de facilitar la integración de negocios globales.
En este contexto, ha surgido un amplio mercado para los CPA con licencia en EE. UU. que buscan brindar servicios a empresas que estén interesadas en abrir negocios en suelo americano o necesiten compatibilizar su contabilidad con los nuevos parámetros globales.
Debido a la complejidad de la legislación fiscal estadounidense, dividida entre la Unión y los estados federales, estas empresas tienden a buscar contadores públicos para que se ocupen de sus aspectos contables y fiscales.
Este movimiento resultó en una gran oportunidad laboral para las personas que buscaban la certificación de CPA, ya que una amplia gama de CPA y empresas que emplean CPA comenzaron a explorar este mercado, incluido Drummond CPA LLC.